# Boba vasútállomás
Boba vasútállomás a Vas vármegyei Boba település vasútállomása, amelyet a MÁV üzemeltet. A MÁV 20-as számú Székesfehérvár–Szombathely-vasútvonalához itt csatlakozik a 25-ös számú Boba–Bajánsenye-vasútvonal.
Az állomás a település belterületének délkeleti részén helyezkedik el, a 8415-ös út vasúti keresztezésétől északra, közvetlen közúti elérését a 84 314-es számú mellékút teszi lehetővé.

## Vonalak
- 20-as vonal (Székesfehérvár–Boba–Szombathely): Székesfehérvártől 114 km-re[1]
- 25-ös vonal (Bajánsenye–Boba): Bajánsenyétől 101 km-re

## Forgalom
| Járat                           | Útvonal | Gyakoriság                 |
| ------------------------------- | --- | -------------------------- |
| személyvonat                    | Budapest-Déli – Budapest-Kelenföld (← Gárdony) – Székesfehérvár – Várpalota – Pétfürdő – Öskü – Hajmáskér – Veszprém – Ajka (← Ajka-Gyártelep ← Devecser ← Somlóvásárhely ← Tüskevár ← Karakószörcsök ← Kerta ← Boba ← Nemeskocs ← Celldömölk) | Napi 1 Budapest felé       |
| személyvonat                    | Veszprém – Márkó – Herend – Szentgál – Városlőd – Városlőd-Kislőd – Ajka – Ajka-Gyártelep – Devecser – Somlóvásárhely – Tüskevár – Karakószörcsök – Kerta – Boba – Nemeskocs – Celldömölk – Kemenesmihályfa – Nagysimonyi – Ostffyasszonyfa – Sárvár – Porpác – Vép – Szombathely | Napi 3-4 pár               |
| személyvonat                    | Zalaegerszeg – Zalaszentiván – Kemendollár – Pókaszepetk – Pakod – Zalabér-Batyk – Türje – Dabronc – Ukk – Rigács – Nemeskeresztúr – Jánosháza – Kemenespálfa – Boba – Nemeskocs – Celldömölk (napi 1 tovább Szombathely felé) | 2 óránként                 |
| személyvonat                    | Celldömölk – Nemeskocs – Boba – Kemenespálfa – Jánosháza – Nemeskeresztúr – Rigács – Ukk – Gógánfa – Zalagyömörő – Sümeg – Sümegi Bazaltbánya (← Uzsa) – Uzsabánya alsó – Tapolca – (Raposka →) – Balatonederics – Balatongyörök – Vonyarcvashegy – Gyenesdiás – Alsógyenes – Keszthely | Napi 2 pár                 |
| Kék Hullám InterCity            | Budapest-Déli – Budapest-Kelenföld – Székesfehérvár – Balatonalmádi – Balatonfüred – Aszófő – Örvényes – Balatonudvari – Fövenyes – Balatonakali-Dörgicse – Zánka-Erzsébettábor – Zánka-Köveskál – Balatonszepezd – Révfülöp – Balatonrendes – Ábrahámhegy – Badacsonytomaj – Badacsony – Badacsonylábdihegy – Badacsonytördemic-Szigliget – Nemesgulács-Kisapáti – Tapolca – Boba – Celldömölk – Sárvár – Szombathely                                                                    | Nyáron napi 1-2 pár        |
| Bakony InterCity                | Budapest-Déli – Budapest-Kelenföld – Székesfehérvár – Várpalota – Pétfürdő – Öskü – Hajmáskér – Veszprém – Ajka – Devecser – Boba – Celldömölk – Sárvár – Szombathely | 2 óránként                 |
| Istria nemzetközi expresszvonat | (közvetlen kocsikkal Budapest-Déli felől) (Boba →) Zalaegerszeg – Zalalövő – Őriszentpéter – Hodoš (Őrihodos) – Murska Sobota (Muraszombat) – Ptuj – Maribor – Pragersko – Poljčane – Šentjur – Celje – Laško – Zidani Most – Hrastnik – Trbovlje – Zagorje – Litija – Ljubljana (közvetlen kocsikkal: Borovnica – Postojna – Pivka – Ilirska Bistrica – Šapjane – Jurdani – Opatija Matulji – Rijeka) – Borovnica – Logatec – Rakek – Postojna – Pivka – Divača – Hrpelje-Kozina – Koper | Nyáron napi 1 Maribor felé |